# Palače i parkovi Potsdama i Berlina
Palače i parkovi u Potsdamu i Berlinu su dvorski kompleksi i pejzažni vrtovi u Potsdamu i glavnom gradu Njemačke, Berlinu. Taj se pojam prvi put spominje u ovom obliku prilikom njihova upisa na UNESCOv popis mjesta svjetske baštine u Europi 1990. god. Oni su jedinstven primjer pejzažnog dizajna monarhističkih ideja pruskih vladara i njihove težnje emancipaciji. Zaštićeno područje je nadalje prošireno 1992. i 1999. god. tako da danas pokrivaju preko 500 hektara, te uključuju 150 građevinskih projekata od 1760. do 1916. god. 

## Spomenici zaštićeni 1990.
- Palača Sanssouci s parkom, Potsdam
- Novi vrt (Neuer Garten), Mramorna palača i dvorac Cecilienhof, sjeveroistočno od Sanssoucija, Potsdam
- Palača Babelsberg s parkom, Potsdam
- Palača Glienicke i park Klein-Glienicke (Volkspark Klein Glienicke), Berlin
- Lovačka kuća Nikolskoe, Berlin
- Pfaueninsel (Ile-aux-Paons), Berlin
- Böttcherberg (Mont Böttcher), Berlin
- Lovački paviljon u Glienickeu (Jagdschloß Glienicke), Berlin

## Spomenici dodani 1992.
- Otkupiteljeva crkva u Sacrowu (Heilandskirche), Potsdam
- Palača Sacrow s parkom, Potsdam

## Spomenici dodani 1999.
- Lindenallee
- Bivša škola Gardener u Kaiserbahnhofu
- Palača i park u Lindstedtu
- Selo Bornstedt s crkvom, grobljem i okolicom na sjeveru od parka Sanssouci
- Pejzaž Seekoppela sjeverno od planine Ruins
- Voltaireweg (Zeleni pojas i put između parka Sanssouci i Novog vrta)
- Područje ulaza u park Sanssouci
- Naselje Alexandrowka
- Pfingstberg s područjem do Novog vrta
- Južna obala Jungfernseea
- Kraljevska šuma (s obje strane palače i parka u Sacrowu)
- Prilazi parku Babelsberg
- Opservatorij u Babelsbergu

- Palača Sanssouci u Potsdamu
- Palača Cecilienhof u Potsdamu
- Palača Babelsberg u Berlinu oko 1900.

## Vanjske poveznice
- Spomenici na službenim stranicama UNESCOa